# 立樹まや
立樹 まや（たちき まや、10月20日 - ）は、日本の漫画家。神奈川県出身。血液型O型。デビュー作は『色づくハート・ヒート』。

## 略歴
- 2011年 - 『なかよし』7月号 第52回なかよし新人まんが賞佳作受賞を経てデビューした。
- 2018年 - 第42回講談社漫画賞少女部門において、『これはきっと恋じゃない』がノミネートされた[2][3]（落選[4][5]。）。

## 作品リスト
- 塾セン[6]（2014年、講談社コミックスなかよし、全2巻）
  1. 2014年5月13日発売[7]、『なかよし』2014年2月号 - 5月号、ISBN 978-4-06-364424-1
  2. 2014年8月12日発売[8]、『なかよし』2014年6月号 - 9月号、ISBN 978-4-06-364439-5
- これはきっと恋じゃない[9]（2015年 - 2019年、講談社、KCデラックス、全13巻）
  1. 2016年3月11日発売[10]、『LINEマンガ』2015年11月5日配信分[11][12][13] - 2016年1月14日配信分、ISBN 978-4-06-391507-5
  2. 2016年6月13日発売[14][15]、『LINEマンガ』2016年1月21日配信分 - 5月4日配信分、ISBN 978-4-06-377476-4
  3. 2016年10月13日発売[16][17]、『LINEマンガ』2016年4月28日配信分 - 8月11日配信分、ISBN 978-4-06-393048-1
  4. 2017年1月13日発売[18]、『LINEマンガ』2016年8月18日配信分 - 12月8日配信分、ISBN 978-4-06-393116-7
  5. 2017年4月13日発売[19]、『LINEマンガ』2016年12月15日配信分 - 2017年4月13日配信分、ISBN 978-4-06-393175-4
  6. 2017年8月10日発売[20][21]、『LINEマンガ』2016年9月8日配信分、11月17日配信分、2017年4月20日配信分 - 8月3日配信分、ISBN 978-4-06-393249-2
  7. 2018年1月12日発売[22]、『LINEマンガ』2017年8月10日配信分 - 12月14日配信分、ISBN 978-4-06-510685-3
  8. 2018年5月11日発売[23]、『LINEマンガ』2017年9月28日配信分、12月21日配信分 - 2018年4月12日配信分、ISBN 978-4-06-511474-2
    - これはきっと恋じゃない 番外編 連載100週目突破記念まんが（描きおろし）

  9. 2018年9月13日発売[24]、『LINEマンガ』2018年4月19日配信分 - 2018年8月16日配信分、ISBN 978-4-06-512908-1
  10. 2019年1月11日発売[25]、『LINEマンガ』2018年8月23日配信分 - 2018年12月13日配信分、ISBN 978-4-06-514314-8
  11. 2019年5月13日発売[26]、『LINEマンガ』2018年6月8日配信分、12月10日配信分 - 2019年4月4日配信分、ISBN 978-4-06-515453-3
  12. 2019年9月13日発売[27]、『LINEマンガ』2019年4月18日配信分 - 2019年7月4日配信分、ISBN 978-4-06-517111-0
    - 雨空のち君のそら[28]（『なかよし』2015年6月号）

  13. 2019年10月11日発売[29]、『LINEマンガ』2019年7月18日配信分 - 2019年10月3日配信分[30][31]、ISBN 978-4-06-517331-2
    - 番外編1（第80話、『LINEマンガ』2017年5月4日配信分）
    - 番外編2（第180話、『LINEマンガ』2019年4月11日配信分）
    - 番外編3（第60話、『LINEマンガ』2016年12月15日配信分）
- となりの保護者ちゃん（2020年 - 2021年、講談社、KCデラックス、全4巻）
  1. 2020年11月13日発売[32][33]、『Palcy』2020年8月24日配信分[34] - 10月19日配信分、ISBN 978-4-06-521457-2
  2. 2021年3月12日発売[35]、『Palcy』2020年11月2日配信分 - 2021年2月22日配信分、ISBN 978-4-06-522635-3
  3. 2021年7月13日発売[36]、『Palcy』2021年3月8日配信分 - 7月12日配信分、ISBN 978-4-06-524053-3
  4. 2021年11月12日発売[37]、『Palcy』2021年7月19日配信分 - 11月8日配信分、ISBN 978-4-06-525846-0

### アンソロジー
- 地獄少女 閻魔あいセレクション 激こわストーリー 幽（2011年11月4日発売[38]、講談社コミックスなかよし、ISBN 978-4-06-364329-9）
  - ネイルショップ
- 本当にヤバイホラーストーリー ケータイ地獄（2012年11月6日発売[39]、講談社コミックスなかよし、ISBN 978-4-06-364368-8）
  - 理科室のふたり（『なかよし』2012年12月号)
- どっちをえらぶ⁉結末が変わる超こわ〜い話[40]（2015年7月13日発売[41]、ナツメ社児童書、ISBN 978-4-8163-5873-9）
  - ユキちゃん人形[42]

### 小説
- 原作及びイラスト：立樹まや他[43]、著者：森川成美 『小説なかよしホラー 絶叫ライブラリー 絶望の教室』 〈講談社KK文庫〉、全1巻
  - 2015年7月30日発売[44]、ISBN 978-4-06-199574-1
    - 理科室のふたり[45]

### イラスト
- おれとカノジョの微妙Days（原作：令丈ヒロ子、ポプラ社、ポプラポケット文庫、全2巻）
  1. なぎさくん、女子になる 2015年1月7日発売[46]、ISBN 978-4-591-14265-3
  2. なぎさくん、男子になる [47] 2015年4月7日発売[48]、ISBN 978-4-591-14480-0
- おしゃれガールをめざせ! 女子力アップレッスン帳[49]（2016年4月13日発売[50]、著者：キラキラリサーチ委員会、PHP研究所、ISBN 978-4-569-78545-5）
- らくがき☆ポリス[51]（原作：まひる、KADOKAWA、角川つばさ文庫、全7巻）
  1. 美術の警察官、はじめました。（2016年10月15日発売[52]、ISBN 978-4-04-631648-6）
  2. キミのとなりにいたいから!（2017年2月15日発売[53]、ISBN 978-4-04-631649-3）
  3. 流れ星に願うなら!?（2017年9月15日発売[54]、ISBN 978-4-04-631700-1）
  4. ニセモノだけどキミが好き!（2018年2月15日発売[55]、ISBN 978-4-04-631760-5）
  5. 離ればなれで気づくコト（2018年8月15日発売[56]、ISBN 978-4-04-631806-0）
  6. キミに好きって伝えたい（2019年2月15日発売[57]、ISBN 978-4-04-631853-4）
  7. 「好き」の奇跡（2019年8月9日発売[58]、ISBN 978-4-04-631885-5）
- おもしろい話、集めました。S（2016年12月15日発売[59]、KADOKAWA、角川つばさ文庫、ISBN 978-4-04-631646-2、全1巻）
- ラッキーガールをめざせ☆ 女子力アップ心理テスト&うらないBOOK[60]（2017年3月3日発売[61]、著者：ルネ・ヴァン・ダール研究所、PHP研究所、ISBN 978-4-569-78637-7）
- ステキガールをめざせ☆女子力アッププリンセスマナーレッスン[62]（2017年9月6日発売[63]、著者：辰巳渚、PHP研究所、ISBN 978-4-569-78697-1）
- 青星学園★チームEYE-Sの事件ノート（著者：相川真、集英社みらい文庫、既刊21巻）
  1. 〜勝利の女神は忘れない〜[64]（2017年12月22日発売[65]、ISBN 978-4-08-321411-0）
  2. 〜ロミオと青い星のひみつ〜（2018年5月24日発売[66]、ISBN 978-4-08-321437-0）
  3. 〜キヨの笑顔を取りもどせ!〜（2018年9月21日発売[67]、ISBN 978-4-08-321458-5）
  4. 〜クロトへの謎の脅迫状〜（2019年1月24日発売[68]、ISBN 978-4-08-321481-3）
  5. 〜翔太と星の木の約束〜（2019年5月24日発売[69]、ISBN 978-4-08-321503-2）
  6. 〜レオのドレスと、ハロウィンの黒い怪人〜（2019年9月20日発売[70]、ISBN 978-4-08-321526-1）
  7. 〜ひとりぼっちのキヨと、クリスマスの奇跡〜（2019年12月20日発売[71]、ISBN 978-4-08-321548-3）
  8. 〜クロトの一日カノジョ大作戦〜（2020年4月24日発売[72]、ISBN 978-4-08-321572-8）
  9. 〜ゆずの涙と、人魚のピアノの謎〜（2020年9月18日発売[73]、ISBN 978-4-08-321602-2）
  10. 〜ねらわれた翔太!? バレンタイン大戦争〜（2020年12月18日発売[74]、ISBN 978-4-08-321620-6）
  11. 〜告白の答えは!?紫乃のホワイトデーパーティ〜（2021年4月23日発売[75]、ISBN 978-4-08-321643-5）
  12. 〜レオがピンチ!? 沖縄恋愛事件の謎を解け!〜（2021年9月17日発売[76]、ISBN 978-4-08-321674-9）
  13. 〜「R」を探せ! リョウと涙のピアノコンクール〜（2021年12月17日発売[77]、ISBN 978-4-08-321694-7）
  14. 〜キヨVSリョウ!? 【孤高の天才】のヒミツの恋心〜（2022年4月22日発売[78]、ISBN 978-4-08-321718-0）
  15. 〜クロトのアートな学園祭! 占い少女の謎〜（2022年9月16日発売[79]、ISBN 978-4-08-321742-5）
  16. 〜翔太の熱い体育祭! ハチマキにこめた気持ち〜（2022年12月16日発売[80]、ISBN 978-4-08-321758-6）
  17. 〜お姫さまは恋なんてしない!? レオと約束のドレス〜（2023年4月21日発売[81]、ISBN 978-4-08-321779-1）
  18. 〜怪盗ステラを追え! キヨの想いとニセモノ彼女〜（2023年9月15日発売[82]、ISBN 978-4-08-321808-8）
  19. 〜危険なサマーキャンプ! キヨとゆずの三角ラブ〜（2024年3月22日発売[83]、ISBN 978-4-08-321840-8）
  20. 〜豪華客船で怪盗ステラと対決!? クロトの恋と幻の名画〜（2024年9月27日発売[84]、ISBN 978-4-08-321870-5）
  21. 〜修学旅行で胸キュン! 翔太とゆずの恋が動く!?〜（2025年3月21日発売[85]、ISBN 978-4-08-321897-2）
- となりのキミに恋したら[86]（2018年3月1日発売[87]、著者：りぃ、角川ビーンズ文庫、ISBN 978-4-04-106683-6）
- 噂のあいつは家庭科部!（著者：市宮早記、ポプラ社、ポケット・ショコラ、既刊3巻）
  1. 噂のあいつは家庭科部![88]（2018年3月8日発売[89]、ISBN 978-4-591-15820-3）
  2. 噂の彼女も家庭科部!（2019年3月8日発売[90]、ISBN 978-4-591-16238-5）
  3. 噂のあのコは剣道部!（2020年3月10日発売[91]、ISBN 978-4-591-16618-5）
- ピカピカガールをめざせ♡女子力アップおかたづけレッスン帳（2018年9月3日発売[92]、著者：魚林佐起子、PHP研究所、ISBN 978-4-569-78801-2）
- 5分でドキドキ!超胸キュンな話[93]（2018年10月26日発売[94]、著者:夜野せせり、相川真、神戸遥真、野々村花、集英社みらい文庫、ISBN 978-4-08-321467-7）
- キラキラガールをめざせ♡女子力アップハッピースクールライフ[95]（2019年3月20日発売[96]、著者：スクールライフリサーチ委員会、PHP研究所、ISBN 978-4-569-78755-8）
- 5分でめちゃかわ 女子力アップヘアアレンジBOOK[97]（2020年3月19日発売[98]、著者：ZUSSO KIDS、PHP研究所、ISBN 978-4-569-78923-1）
- 5分でせつない!超胸キュンな話[99]（2020年4月24日発売[100]、著者：夜野せせり、相川真、柴野理奈子、一ノ瀬三葉、五十嵐美怜、集英社みらい文庫、ISBN 978-4-08-321571-1）
- ブルーなあたしとピンクなぼく[101]（著者：イノウエミホコ、KADOKAWA、角川つばさ文庫、既刊2巻）
  1. 2人の入れ替わり大作戦!?（2021年6月9日発売[102][103]、ISBN 978-4-04-632105-3）
  2. ドキドキいっぱい体育祭!?（2021年10月13日発売[104]、ISBN 978-4-04-632098-8）
- チームEYE-S×渚くん〜七つ星遊園地のゆずと千歌〜[105]（2021年10月22日発売[106]、ISBN 978-4-08-321681-7）

### 単行本未収録作品
- 色づくハート・ヒート（『なかよしラブリー』2011年夏の号、デビュー作）
- センチメンタル×センチメートル（『なかよしラブリー』2011年秋の号）
- ドロボー猫の5分間（『なかよし』2013年2月号)
- 青星学園★チームEYE-Sの事件ノート[107][108]（『りぼん』2018年1月号）